# 大阪府道148号木屋交野線
大阪府道148号木屋交野線（おおさかふどう148ごう こやかたのせん）は、大阪府寝屋川市から交野市に至る一般府道である。

## 概要
寝屋川市木屋元町から交野市私部西3丁目に至る。
枚方市茄子作には、一方通行区間が存在しており、起点から終点までの東行きの走破は不可能である。

### 路線データ
- 起点：大阪府寝屋川市木屋元町（木屋西交差点、国道1号交点、大阪府道149号木屋門真線起点）
- 終点：大阪府交野市私部西4丁目（逢合橋西交差点、大阪府道20号枚方富田林泉佐野線交点）

## 路線状況

### 重複区間
- 大阪府道21号八尾枚方線（寝屋川市香里本通町）
- 大阪府道18号枚方交野寝屋川線（枚方市茄子作3丁目・茄子作3丁目交差点 - 枚方市茄子作4丁目・茄子作4丁目交差点）

## 地理

### 通過する自治体
- 大阪府
  - 寝屋川市 - 枚方市 - 交野市

### 交差する道路
| 交差する道路                              | 市町村名 | 交差する場所 | 交差する場所          |
| ----------------------------------------- | -------- | ------------ | --------------------- |
| 国道1号 大阪府道149号木屋門真線           | 寝屋川市 | 木屋元町     | 木屋西交差点 / 起点   |
| 国道170号                                 | 寝屋川市 | 木屋町       | 木屋交差点            |
| 大阪府道21号八尾枚方線 重複区間起点       | 寝屋川市 | 香里本通町   |                       |
| 大阪府道21号八尾枚方線 重複区間終点       | 寝屋川市 | 香里本通町   |                       |
| 大阪府道18号枚方交野寝屋川線 重複区間起点 | 枚方市   | 茄子作3丁目  | 茄子作3丁目交差点     |
| 大阪府道18号枚方交野寝屋川線 重複区間終点 | 枚方市   | 茄子作4丁目  | 茄子作4丁目交差点     |
| 国道168号                                 | 交野市   | 私部西4丁目  | 私部西4丁目交差点     |
| 大阪府道20号枚方富田林泉佐野線            | 交野市   | 私部西4丁目  | 逢合橋西交差点 / 終点 |

### 交差する鉄道
- 京阪本線

### 沿線
寝屋川市
- 大阪府水生生物センター
- 香里自動車教習所
- 京阪本線 香里園駅
- 関西医科大学附属香里病院

枚方市
- 東香里病院

交野市
- 天野川